# The Neon Demon
The Neon Demon è un film del 2016 scritto e diretto da Nicolas Winding Refn.

## Trama
(Jesse)
La sedicenne aspirante modella Jesse si è appena trasferita da una piccola città della Georgia a Los Angeles. Le sue prime foto vengono fatte da Dean, e in quell'occasione conosce la truccatrice Ruby, che le presenta altre due modelle, un po' più anziane di lei, Sarah e Gigi. Le tre donne, incuriosite dalla bellezza naturale di Jesse, indagano sulle attitudini e le esperienze sessuali di Jesse, che finge di essere una donna navigata.
Jesse viene messa sotto contratto da Roberta Hoffman, proprietaria di un'agenzia di modelle, che le dice anche di fingere di avere diciannove anni e che le organizza un incontro con un noto fotografo, Jack McCarther. La sera stessa Jesse esce con Dean, ma tiene a bada le sue avances. Tornata alla sua camera di motel, la trova occupata da un puma, che l'ha messa a soqquadro. Il gestore del motel, Hank, le chiede di pagare i danni arrecati dall'animale. Jesse si reca alla photo session con McCarther, che rimane colpito dalla ragazza e ne ricopre il corpo nudo con una vernice dorata. La sessione ha successo, e Gigi e Sarah iniziano a invidiare la giovinezza e l'aspetto efebico di Jesse, mentre Ruby è sempre più affascinata da lei.
Jesse si reca a un casting per il designer di moda Robert Sarno, dove è presente anche Sarah. Sarno non le presta però alcuna attenzione, attratto da Jesse. Dopo il casting Sarah, sconvolta, chiede a Jesse come sia essere ammirata da tutti, e la ragazza ammette che "è tutto". Sarah si spinge verso di lei e Jesse si ferisce involontariamente la mano con dei vetri dello specchio rotto da Sarah. Questa cerca di succhiare il sangue che fuoriesce dalla ferita e Jesse fugge, tornando al suo motel, dove sviene, vivendo in sogno potenti allucinazioni. Dean, sopraggiunto, paga Hank per il danno arrecato dal puma nella sua stanza e poi si prende cura della ferita di Jesse.
Alla sfilata di Sarno, Gigi racconta a Jesse tutti gli interventi di chirurgia estetica che ha svolto, insinuando poi che Jesse abbia fatto ampio ricorso al casting couch per ottenere successo. Mentre Jesse chiude la sfilata, ha una visione del medesimo triangolo luminoso che ha visto durante le sue allucinazioni. Dopo lo spettacolo, una Jesse visibilmente cambiata si reca con Dean ad un bar, dove vi sono anche Sarno, Gigi e Sarah. Sarno denigra le donne che ricorrono alla chirurgia estetica, umiliando Gigi di fronte a tutti ed elogiando l'aspetto naturale di Jesse. Dean non si mostra d'accordo e cerca di convincere Jesse a lasciare il bar, ma la ragazza rifiuta, mostrando una nuova e sviluppata personalità narcisistica. Dean lascia il bar senza di lei.
Jesse ha un incubo in cui Hank la costringe a ingoiare un coltello. Si sveglia in tempo per sentire qualcuno che cerca di forzare la sua serratura, riuscendo a richiuderla rapidamente e sentendo poi l'intruso irrompere nella stanza accanto, dove aggredisce l'occupante femminile. Terrorizzata, la ragazza chiama Ruby, che le chiede di recarsi a casa sua, dove però cerca di iniziarla al sesso; tuttavia viene respinta da Jesse, che le rivela di essere vergine. Arrabbiata, Ruby disegna col rossetto un viso minaccioso sullo specchio di casa, lasciandola poi per recarsi all'obitorio, dove si abbandona al piacere sessuale con un cadavere femminile.
Ruby torna poi a casa, dove trova Jesse inabissata nel suo narcisismo. Jesse, attaccata da Gigi e Sarah, viene spinta da Ruby in una grande piscina vuota, venendo così uccisa. Le tre donne si avvicinano poi alla ragazza agonizzante brandendo dei coltelli, e nella scena successiva Ruby fa il bagno nel sangue di Jesse, mentre Sarah e Gigi si fanno una doccia assieme, lavando il sangue dai loro corpi nudi. Più tardi Ruby giace nella tomba senza nome di Jesse, compiendo un rituale che culmina nel suo salotto, quando i suoi genitali sprigionano un torrente di sangue.
Il giorno successivo Sarah guida Gigi a uno shoot fotografico di Jack McCarther, il quale rimpiazza Annie, la modella che doveva accompagnare Gigi nella sessione, con Sarah, licenziando Annie. Mentre Sarah e Gigi sono impegnate nella sequenza fotografica, quest'ultima inizia a sentirsi male, avendo realizzato ciò che hanno fatto. Sarah vede Gigi dapprima vomitare un occhio di Jesse, e poi pugnalarsi ripetutamente all'addome con un paio di forbici. Mentre Gigi muore, Sarah raccoglie il bulbo oculare rigurgitato, lo mangia e torna sul set.

## Produzione
Il 3 novembre 2014 la Space Rocket Nation, casa di produzione fondata da Nicolas Winding Refn, insieme alle case co-produttrici Gaumont e Wild Bunch, annunciano l'avvio del progetto e il titolo The Neon Demon. Il regista ha successivamente affermato di aver tratto l'ispirazione per il film dalla figura di Elizabeth Báthory, nonché dalla volontà di incentrare un film su donne violente dopo aver girato innumerevoli opere incentrate su uomini feroci. Il regista ha inoltre dichiarato che l'ispirazione nel creare un film horror sul concetto di bellezza gli è venuta in mente pensando al fatto che sua moglie fosse nata, a differenza sua, con questa innata caratteristica, e di considerare quanto raccontato una sorta di "fiaba per adulti".
Il budget del film è stato di 6 milioni di dollari, e le riprese sono iniziate a Los Angeles il 30 marzo 2015.

## Colonna sonora
La colonna sonora del film include principalmente musica elettronica, un genere che secondo il compositore Cliff Martinez rappresenta perfettamente un film di questo tipo. La cantante Sia ha inciso il brano originale Waving Goodbye per la pellicola. L'intera colonna sonora è stata pubblicata in vari formati, incluso il vinile, a partire dall'8 luglio 2016.

## Promozione
Il primo trailer del film viene diffuso il 14 aprile 2016, mentre il trailer italiano viene diffuso il 16 aprile seguente.

## Distribuzione
La pellicola è stata distribuita nelle sale cinematografiche statunitensi a partire dal 10 giugno 2016. In Italia è stata distribuita dall'8 giugno 2016.

## Accoglienza

### Incassi
Al botteghino internazionale, il film ha incassato 3,4 milioni di dollari.

### Critica
La pellicola ha partecipato in concorso al Festival di Cannes 2016, venendo accolta da alcuni con fischi ed urla e da altri con una standing ovation. Il film ha diviso la critica; sul sito Rotten Tomatoes ottiene il 57% di recensioni professionali positive sulle 225 raccolte con un voto medio di 5,9 su 10, mentre su Metacritic ottiene un punteggio di 51 su 100 basato su 45 recensioni.

## Riconoscimenti
- 2015 - California on Location Awards
  - Location Team dell'anno per un film indipendente
- 2016 - Festival di Cannes
  - Cannes Soundtrack Award a Cliff Martinez
  - Candidatura per la Palma d'oro
  - Candidatura per la Queer Palm
- 2016 - Festival internazionale del cinema fantastico della Catalogna
  - José Luis Guarner Award